# Les Aventures de Flynn Carson : Le Secret de la coupe maudite
Série Les Aventures de Flynn Carson
Les Aventures de Flynn Carson : Le Trésor du roi Salomon
(2006)
Pour plus de détails, voir Fiche technique et Distribution.
Les Aventures de Flynn Carson : Le Secret de la coupe maudite (The Librarian: The Curse of the Judas Chalice) est un téléfilm américain réalisé par Jonathan Frakes, diffusé le 7 décembre 2008 sur TNT.

## Synopsis
De retour à New York après sa dernière aventure, Flynn essaie tant bien que mal de reprendre le cours normal de sa vie. Mais hanté par d'étranges rêves, il s'envole pour La Nouvelle-Orléans pour découvrir l'existence d'une conspiration menée par le plus célèbre des vampires, le Prince Vlad Dracula.

## Fiche technique
- Titre original : The Librarian: The Curse of the Judas Chalice
- Titre français : Les Aventures de Flynn Carson : Le Secret de la coupe maudite
- Réalisation : Jonathan Frakes
- Scénario : Marco Schnabel
- Production : Noah Wyle
- Pays :  États-Unis
- Langue : Anglais
- Durée : 86 minutes
- Version française :
  - Société de doublage : Imagine
  - Direction artistique : Barbara Tissier
  - Adaptation des dialogues : Tim Stevens
- Date de sortie[1] :
  -  France : 2 juillet 2009

## Distribution
- Noah Wyle (VF : Éric Missoffe) : Flynn Carson[2]
- Stana Katic (VF : Céline Mauge) : Simone Renoir
- Bruce Davison (VF : Jean-Luc Kayser) : le professeur Laszlo / Vlad
- Bob Newhart (VF : Michel Ruhl) : Judson[2]
- Dikran Tulaine (en) (VF : Serge Biavan) : Sergei Kubichek
- Jane Curtin (VF : Béatrice Delfe) : Charlene[2]
- Werner Richmond (VF : Frantz Confiac) : Andrew
- Jason Douglas : Ivan
- Beth Burvant : Katie
- Joe Knezevich : Mason
- Joe Ross : Monsieur Percy
- Armando L. Leduc : George
- Stephen David Calhoun : Nicolai
- Earl Maddox : le cousin Horace
- Conner Hill : Judson jeune
- David Born : l'acheteur
- John Curran : vendeur
- Aimee Spring Fortier : Étudiante #1
- Todd Voltz : Étudiant #2
- Sean Elliot : Membre d'une fraternité
- John Wilmont : Barbier
- Brandi Coleman : Serveuse
- Ernie Vincent Williams : Chanteur de blues
- Ted Alderman : Employé du musée

Source et légende : version française (VF) selon le carton du doublage français.

## Accueil
Le téléfilm a été vu par 5,44 millions de téléspectateurs lors de sa première diffusion.